# 퉁지난루역
퉁지난루역(중국어: 同济南路站)은 중국 베이징시 퉁저우구 마주차오진 캉딩가·퉁지 남로 교차로의 베이징시 경게기술개발구내에 위치한 베이징 지하철 이좡선의 지하철역이다.

## 위치
퉁지난루역은 퉁지 남로와 캉딩가 교차로 서쪽에 위치하며, 동서로 뻗어있다.

## 역 구조
역은 1섬식 1상대식이 혼합된 승강장 디자인을 갖춘 고가역으로, 역 외관은 “방합자(方盒子)” 형태이다. 역 바깥에는 버스 정류장과 P+R 주차장이 있다.
| 2층 승강장 | ←                                   | 임시 주차 승강장                                     |
| 2층 승강장 | 섬식 승강장, 왼쪽 출입문이 열림     |                                                      |
| 2층 승강장 | ←                                   | ■ 이좡선 쑹자좡 방면 (룽창둥제)                      |
| 2층 승강장 | →                                   | ■ 이좡선 이좡역 방면 (징하이루)                      |
| 2층 승강장 | 상대식 승강장, 오른쪽 출입문이 열림 |                                                      |
| 1층        | 대합실                              | A-B 출구, 고객 센터, 자동매표기, 이카통(一卡通) 충전 |

## 출구
|                         |                |           |      |             |
| 출구                    | 지시           | 출구 인근 | 사진 | 무장애 시설 |
| 出口 · A · 1            | 캉딩가(康定街) |           |      |             |
| 出口 · B · 1            | 캉딩가(康定街) |           |      | 빈칸        |
| 아이콘 설명: 엘리베이터 |                |           |      |             |